# Club omnisports Modèle de Lomé
Le Club omnisports Modèle de Lomé est un club de football togolais basé à Lomé. Il joue actuellement en Division 2 togolaise.

## Palmarès
- Championnat du Togo
  - Vainqueur : 1966, 1969, 1972, 1973

- Coupe d'Afrique-Occidentale française
  - Finaliste : 1959